# Domhütte
Die Domhütte ist eine alpine Schutzhütte der Sektion Uto des Schweizer Alpen-Clubs. Sie liegt im Schweizer Kanton Wallis in der Mischabelgruppe der Walliser Alpen. Sie fungiert hauptsächlich als Stützpunkt bei der Besteigung des Doms, dem mit 4546 m ü. M. höchsten ganz auf Schweizer Boden befindlichen Berg. Ausserdem dient die Hütte als Ausgangspunkt der Besteigung sechs weiterer Viertausender der Mischabelgruppe. Der Zustieg erfolgt von Randa. Dieser Anstiegsweg nimmt ungefähr 4½ Stunden in Anspruch und erfordert Trittsicherheit und etwas Schwindelfreiheit.
Die Hütte ist in den Sommermonaten bewirtschaftet, während der übrigen Zeit steht ein Winterraum zur Verfügung. Die Einweihung der ersten Domhütte, damals Festihütte genannt, fand am 27. Juli 1890 statt. 

## Geschichte
Die Initiative zum Bau einer Hütte am Fusse des Doms ging 1883 vom Pfarrer in Randa, Josef Imboden, aus. Er schrieb einen Brief an den Präsidenten der Sektion Monte Rosa des SAC: „Die Dom-Besteigung bedarf unbedingt einer Klubhütte, mögen die verschiedenen Sektionen des schweizerischen Alpenclub sich gegenseitig die Hände reichen, um das kleine, nötige Werk, zu erstellen.“ Diesem Schreiben legte er eine Planskizze und sogar einen Kostenvoranschlag bei. Es dauerte sieben Jahre, bis die Zürcher Sektion Uto des SAC sich seinem Anliegen widmete und nach anfänglichem Widerstand seitens der Gemeinde Randa den Bau einer kleinen Hütte in Angriff nahm. Diese konnte Josef Imboden am 27. Juli 1890 persönlich einsegnen. Baumeister war der spätere Hüttenwart Daniel Brantschen. Die Baukosten der 20 Personen Platz bietenden Hütte beliefen sich auf 4015,60 Franken, damals trug sie den Namen Festihütte.

Domhütte im September 1919

1903 wurde das Steinplattendach durch ein Blechdach ersetzt. In den Jahren 1918 und 1919 wurde die Hütte von G. Kruck umgebaut, vergrössert und ein Terrassenvorbau ergänzt. Sie bot nun 24 Bergsteigern Platz. In den 1950er-Jahren war die bisherige Hütte dem Andrang nicht mehr gewachsen. Rund 100 Meter näher beim Festigletscher wurde eine neue Hütte errichtet. Architekt Jakob Eschenmoser legte der Sektion Uto im Februar 1956 zwei Projektentwürfe für den Neubau vor: Eine Normallösung, die einen der Täschhütte ähnlichen Bau vorsah, sowie  ein revolutionärer Entwurf mit unregelmässigem, polygonalem Grundriss. Letzterer wurde in die Tat umgesetzt. Eschenmoser ging davon aus, dass mit einem vieleckigen Grundriss sich deutlich mehr Schlafplätze auf engem Raum unterbringen liessen, da der Platzbedarf im Fussbereich deutlich geringer sei als der auf Schulterhöhe. Platzökonomische Gründe waren also für die an einen Bergkristall erinnernde Form der Hütte verantwortlich. Das Richtfest wurde im August 1957 gefeiert. Die Baukosten beliefen sich auf 132'367,60 Franken. Im Jahr 1978 wurde, ebenfalls nach Planungen des Architekten Eschenmoser, die Hütte umgebaut und erweitert, so dass sie nun 23 zusätzliche und insgesamt 75 Schlafplätze bot.

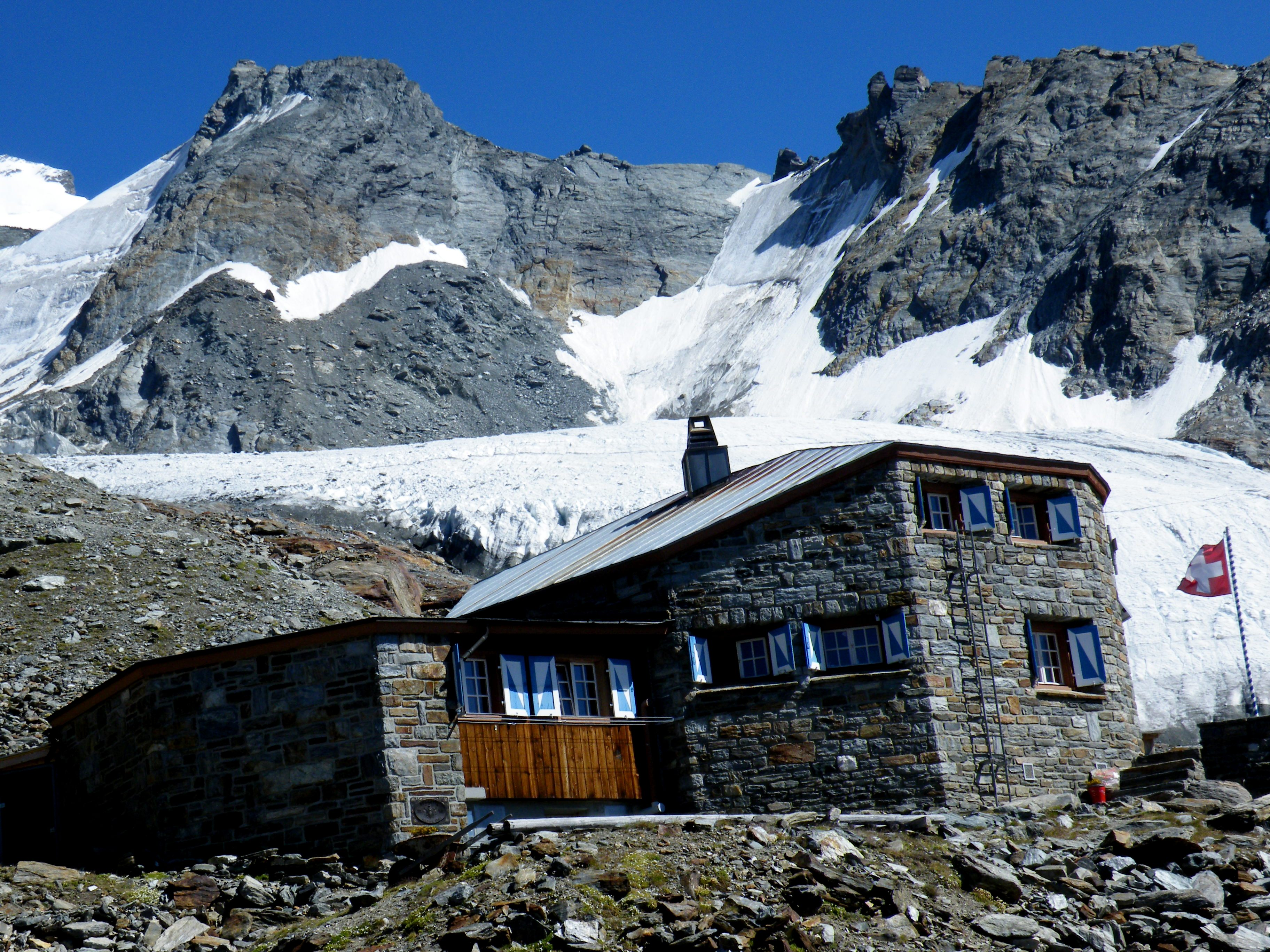
Domhütte im Jahr 2010, vor dem letzten Umbau

Da die Domhütte den Bedürfnissen des 21. Jahrhunderts nicht mehr genügte, wurde ein weiterer Um- und Erweiterungsbau als zwingend erachtet. Im Jahr 2009 lag der Entwurf des Architekturbüros Galli & Rudolf hierfür vor. Es sah eine sanfte Renovation der alten Hütte vor, bei der die Hüttenbauphilosophie des Pioniers Jakob Eschenmoser sichtbar bleiben sollte. Zudem war ein Neubau und die Umgestaltung des bestehenden Anbaus vorgesehen. Der Aufenthaltsraum der Eschenmoser-Hütte blieb erhalten und wurde zudem erweitert, so dass auch bei Vollbelegung der Hütte alle Gäste gleichzeitig essen können und nicht in zwei Schichten wie bisher gegessen werden muss. Der bisherige Anbau wurde zum Bindeglied zwischen Altbau aus Stein und dem Neubau in Holzbauweise. Die Zahl der Schlafplätze blieb bei 75, das Platzangebot pro Schlafplatz wurde erheblich vergrössert. Toiletten und Waschraum sind nun innerhalb der Hütte, zudem gibt es eine Dusche. Eigentlich war der Bau für das Jahr 2011 geplant, musste dann aber abgesagt werden, da die veranschlagten Kosten von 2,8 auf 3,5 Millionen Franken gestiegen waren und das zusätzliche Budget aufgebracht werden musste. Das Projekt wurde schliesslich im Jahr 2012 begonnen, Grundsteinlegung war am 29. Juni 2012, die Einweihung der neuen Hütte fand am 6. und 7. Juli 2013 statt.

## Hüttenzustieg

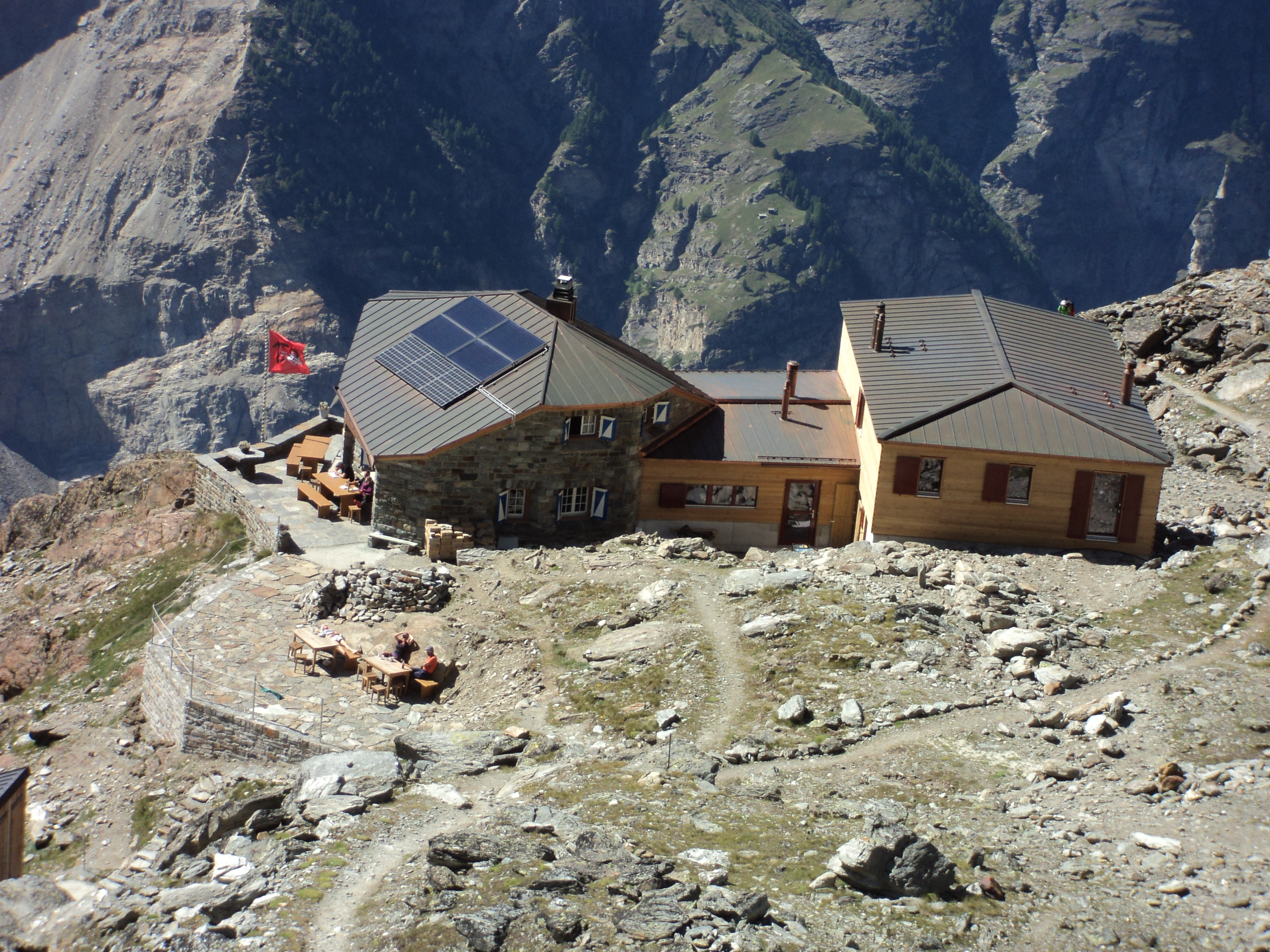
Rückseitige Ansicht der Domhütte

Ausgangspunkt des Hüttenanstiegs ist Randa (1406 m ü. M.). Vom dortigen Bahnhof geht es aufwärts an der Kirche vorbei und in nordöstlicher Richtung gelangt man über die Wiesen von Obermatt zum Dorfbach, dem Abfluss des Festigletschers. Kurz darauf wendet man sich an einer Wegteilung rechts und steigt in vielen Kehren durch einen Lärchenwald aufwärts, am Hang des Lärchbergs. Man befindet sich dabei stets nördlich des in ost-westlicher Richtung fliessenden Dorferbachs deutlich oberhalb des Bachbetts. Kurz über der Waldgrenze kreuzt der Anstiegsweg zur Domhütte den Europaweg, einen Höhenweg von Grächen nach Zermatt, nahe der Europahütte. Nach einem weiteren recht steilen Stück durch Alphänge gilt es einen Felsabsatz zu überwinden, die sogenannte Festiflüe. Über Grasbänder, Rinnen und Felsstufen führt hier der Steig in südöstlicher Richtung. Die schwierigeren Felspassagen sind dabei mit Eisenstiften, Stahlseilen und Leitern versichert. Auf einer Höhe von 2800 Metern wird es wieder flacher, erst zuletzt sieht man die Hütte. Von Randa benötigt man für diesen Anstieg etwa 4½ Stunden, es sind etwa 1540 Höhenmeter zu bewältigen. Auf der SAC-Wanderskala wird die Route mit T4 bewertet. Im Frühjahr ist der Anstieg problematisch, bevor die Felspassage ausgeapert ist. Skitourengänger müssen die Ski bis fast zur Hütte tragen.

## Lage und Tourengebiet
Die Domhütte (2940 m ü. M.) befindet sich in der Mischabelgruppe auf der orografisch rechten Talseite des Mattertals. Sie liegt auf Höhe der Gletscherzunge des  westlich exponierten Festigletschers, etwas nördlich des unteren Endes der nördlichen Seitenmoräne.
Die mit Abstand am häufigsten von der Hütte aus unternommene Hochtour ist die Besteigung des Doms (4546 m ü. M.). Der Normalweg führt dabei zunächst über den Festigletscher zum Festijoch (3723 m ü. M.), von dort hinab auf den Hohberggletscher und über die Nordflanke des Berges (WS-, 6 Stunden). Vom Festijoch kann der Dom alternativ auch über den Nordwestgrat, den Festigrat, bestiegen werden (WS+, insgesamt 5½ bis 6 Stunden).
Weitere von der Domhütte begangene Touren sind:
- Täschhorn (4491 m ü. M.): Der Normalweg von der Domhütte führt über die Festi-Kin-Lücke, Kingletscher und obersten Teil des Westsüdwestgrats (ZS-, 5 bis 6 Stunden).[9]
- Lenzspitze (4293 m ü. M.): Beim Anstieg von der Domhütte gelangt man über das Festijoch und den Hohberggletscher zum Lenzjoch und von dort über den Südgrat zum Gipfel (ZS, 5 bis 6 Stunden).[10]
- Nadelgrat: Im Anschluss an eine Besteigung der Lenzspitze kann der gesamte Nadelgrat mit Nadelhorn (4327 m ü. M.), Stecknadelhorn (4240 m ü. M.), Hohberghorn (4218 m ü. M.) und Dürrenhorn (4035 m ü. M.) begangen werden. Alternativ kann man auch über das zwischen Dürrenhorn und Hohberghorn befindliche Dürrenjoch zum Nadelgrat gelangen. Diese kann von der Domhütte über Festijoch und Hohberggletscher erreicht werden (WS+, 5 Stunden). Die einfachste Alternative von der Domhütte den Nadelgrat zu erreichen, führt über das Hohbergjoch zwischen Hohberghorn und Stecknadelhorn. Dieses wird über Festijoch und Querung des Hohbergletschers erreicht (WS, 4½ Stunden).[11]